# Tournefeuille
Tournefeuille (occitano: Tornafuèlha) es una localidad y comuna  de Francia, próxima a Toulouse, situada en el Departamento de Alto Garona y en la región de Mediodía-Pirineos.
El nombre Tournefeuille no tiene una procedencia segura. Podría venir del hecho de que el pueblo estaba antiguamente en un bosque y, así, "rodeado de hojas". Esto se diría en languedociano (un dialecto del occitano) entornefeil, y de ahí Tornefeil.
Sus habitantes se denominan en francés Tournefeuillais.

## Geografía
Ciudad situada en el extrarradio Sudoeste de Toulouse, es atravesada por el río Touch, río que desemboca en el Garona. El acceso es por la Autopista francesa A624.

## Historia
Las primeras huellas de asentamientos datan de la prehistoria, como muestran excavaciones efectuadas a orillas del Touch.
Pero el pueblo se forma realmente durante la Edad Media. Tournefeuille es un Señorío y el anexo de la parroquia de San Nicolás de Toulouse desde 1503, convirtiéndose el Señorío en un marquesado bajo Luis XIV.

## Administración
Lista de alcaldes sucesivos
- (marzo de 2001-2008 Claude Raynal PS, consejero general
- (-2001) Bernard Audigé  PS consejero general

## Demografía
| 535 | 522 | 530 | 706 | 737 | 725 | 764 | 769 | 682 | 720 | 735 | 702 | 799 | 761 | 791 | 775 | 771 | 808 | 824 | 785 | 829 | 864 | 972 | 999 | 1 295 | 1 577 | 2 209 | 3 438 | 5 291 | 8 541 | 16 669 | 22 758 | 25 709 |
| Para los censos de 1962 a 1999 la población legal corresponde a la población sin duplicidades (Fuente: INSEE [Consultar]) |     |     |     |     |     |     |     |     |     |     |     |     |     |     |     |     |     |     |     |     |     |     |     |       |       |       |       |       |       |        |        |        |

Tournefeuille seguía siendo un pueblecito hasta la década de 1960, alcanzando con dificultades el millar de habitantes. De 1960 a 1990, la ciudad creció de forma exponencial: aprovechando el dinamismo de Toulouse, pasa de 2200 a 17000 habitants. En 1999 contaba con 22000 habitantes (datos INSEE) y alcanzaría entre 25-28000 habitantes en 2005.

## Lugares de interés y monumentos
- Iglesia de San Pedro, construida en 1770 con una espadaña característica.[8]
- Castillo de tiempos de Luis XIII (Ayuntamiento)
- Zona de ocio de la Ramée

## Personalidades vinculadas a la comuna
- El presidente de la República Francesa Gaston Doumergue vino en su jubilación a Tournefeuille en 1931. Como consecuencia de los acontecimientos cruentos del 6 de febrero de 1934, y llamado a Tournefeuille por el presidente Daladier, fue nombrado presidente del Consejo para 10 meses, antes de volver a disfrutar de su jubilación. Su casa con fachada típica se conserva.[9]
- Yannick Souvré: jugadora de baloncesto
- Gaël Clichy: jugador de fútbol

## Cultura
- La Boutique de la escritura del Gran Toulouse situada en Tournefeuille es un centro de recursos de los talleres de escritura, que ofrece talleres de creación a las 25 comunas del *Gran Toulouse .

- "Tournefeuille", es también el nombre de una casa editora que ha publicado principalmente a Yves Le Pestipon, con ilustraciones de Patrick Guallino. Esta Casa se encuentra ahora en Montolieu, pueblo del libro en Aude.

## Hermanamientos
- Graus, España.[10]